# Bennettsville
Bennettsville és una població dels Estats Units a l'estat de Carolina del Sud. Segons el cens del 2000 tenia 9.425 habitants.

## Demografia
Segons el cens del 2000, Bennettsville tenia 9.425 habitants, 3.289 habitatges i 2.167 famílies. La densitat de població era de 651,0 habitants/km².
Per edats la població es repartia de la següent manera: un 23,1% tenia menys de 18 anys, un 10,5% entre 18 i 24, un 31,2% entre 25 i 44, un 20,8% de 45 a 60 i un 14,5% 65 anys o més.
L'edat mediana era de 36 anys. Per cada 100 dones de 18 o més anys hi havia 110,6 homes.
La renda mediana per habitatge era de 22.389$ i la renda mediana per família de 29.272$. Els homes tenien una renda mediana de 24.697$ mentre que les dones 21.054$. La renda per capita de la població era de 13.917$. Entorn del 22,0% de les famílies i el 27,2% de la població estaven per davall del llindar de pobresa.

## Poblacions més properes
El següent diagrama mostra les poblacions més properes.